# 日本二十六聖人紀念館

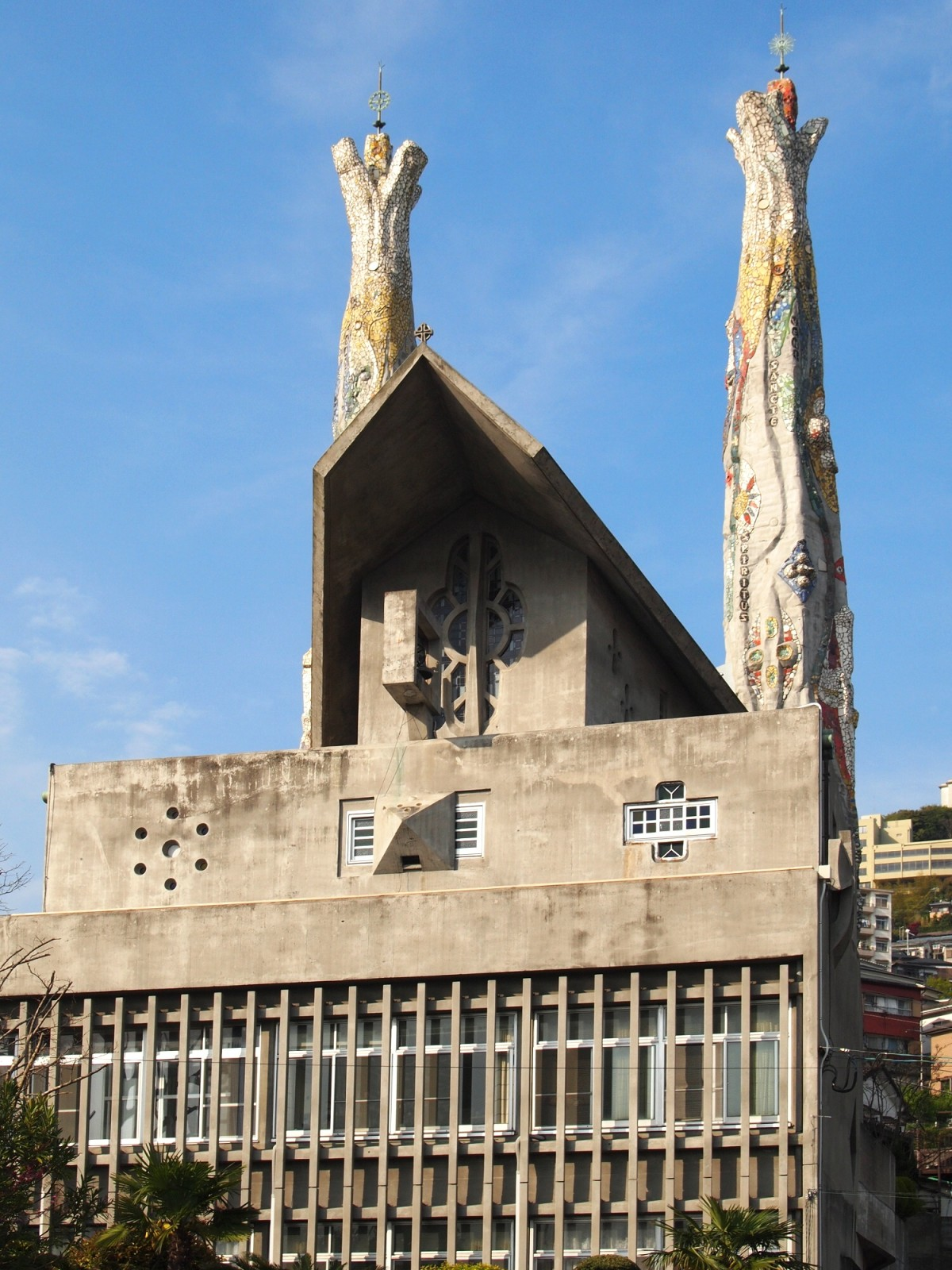
日本二十六聖人紀念館

日本二十六聖人紀念館（日语：／）是天主教會為了表彰紀念日本的殉教二十六聖人，在日本長崎縣長崎市設立的博物館。
本條目就該紀念館一體設施之「日本二十六聖人紀念聖堂」、「日本二十六聖人紀念碑」等做介紹，以下以「紀念館」、「聖堂」、「紀念碑」等簡稱表述之。

## 興建始末
該紀念館與接鄰的聖堂的設計者乃日本建築設計名師今井兼次，對西班牙名建築師安東尼·高迪·科爾內特相當景仰的今井，師法高迪的設計風格（比如整體外形、外牆的花磚等處），建成了這座具有西班牙風味的建築物。揉合了巴塞隆納神聖家族宗座聖殿的特色，雙塔非但為聖堂的最大特徵，也成為了長崎的著名地標。此外，由於該市南山手町另有一座正式名稱為「日本二十六聖殉教者聖堂」的大浦天主堂，所以聖堂的正式名稱為「日本二十六聖人紀念聖堂聖菲利浦教會」（（日語）日本二十六聖人記念聖堂聖フィリッポ教会）。
紀念館前則設置一面由雕塑家舟越保武製作的紀念碑，26位聖人的塑像一字排開，神情肅穆莊嚴。此石碑上26位聖人之姓名，詳情請參看這裡。

## 历史
- 1962年：為了紀念日本二十六聖人列聖100周年而開館，首任館長為結城了悟神父。
- 1981年：教宗若望·保祿二世拜訪該館。
- 2004年：阿根廷籍神父德·盧卡·倫佐（（西班牙文）De Luca Renzo）就任第二任館長。
- 2008年：首任館長結城了悟去世。

## 主要展品

### 大航海時代相關文物
- 「聖菲利浦號」模型：西班牙加利恩帆船
- 葡萄牙克拉克帆船模型
- 亞伯拉罕·奧特柳斯（Abraham Ortelius）在1570年繪製的印度古地圖
- 胡根貝格（Hugenberg）約在1569年繪製的賽維利亞地圖

### 現代文藝作品
- 長谷川路可（日语：長谷川路可）所作之濕壁畫《往長崎之路》，描繪二十六聖人從京都前往長崎西坂刑場的樣貌。
- 澤田政廣《聖保羅·三木》木雕，1962年。
- 舟越保武《高山右近》青銅雕塑，1966年。

## 參觀資訊
- 開館時間：上午9點至下午5點。
- 休館日：全年無休，12月31日至1月2日除外。
- 參觀費用：一般：500日圓，國、高中生：300日圓，小學生：150日圓（團體票另有優待）。
- 地址：〒850-0051長崎縣長崎市西坂町7-8
- 大眾運輸交通：
  - JR：從長崎車站步行約5分鐘。
  - 巴士：在長崎車站前高速巴士轉運中心下車，步行約5分鐘。
  - 路面電車（長崎電氣軌道）：八千代町站或長崎車站前下車，步行約5分鐘。

## 內部連結
- 日本二十六聖人
- 今井兼次
- 舟越保武

## 外部連結
- （日語）官方網站 （页面存档备份，存于）